# Arnü West
Arnu West est un auteur de bande dessinée français né le 7 juillet 1974.

## Biographie
Sa première bande dessinée en noir et blanc, Victim' paraît en 2002 chez Treize Etrange. Il enchaîne ensuite, en 2004, avec sa première bande dessinée couleur Harrison & Holmes(H&H), Tome 1 ayant pour titre: L’œil de fer,.
En 2005, le tome 2 de Harrison & Holmes, intitulé Piéces Détachées, parait. Scénariste et dessinateur, il collabore sur tous ses albums avec Albertine Ralenti, coloriste travaillant notamment sur Koma, Comix Remix.
C'est en 2007 chez Futuropolis, que parait Fille de rien avec Sylvain Ricard comme scénariste,.
Arnu travaille également pour l'illustration jeunesse, notamment avec Antoine Bauza sur les Contes Ensorcelés, Tome 1 et 2,et en 2007, sur Chabyrinthe, jeu de cartes stratégique ; il a aussi illustré le jeu d'enchères La Soupe à Gertrude créé par Jean Marc Courtil et édité par Cocktail Games en septembre 2008. En 2016, il publie la BD Amélia première dame du ciel.

## Publications
- Victim’, Treize étrange, 2002  (ISBN 2911058666).
- Harrison & Holmes, Milan, coll. « Treize Étrange » :

1. L'Œil de fer, 2004  (ISBN 2745912976).
2. Pièces détachées, 2005  (ISBN 2745915223).

- Roro la carotte : Touche pas à ma citrouille !, Milan, coll. « Petit Bonum », 2006  (ISBN 9782745937957). Bande dessinée muette pour enfants à partir de quatre ans[4],[5].
- Fille de rien (dessin), avec Sylvain Ricard (scénario), Futuropolis, 2007  (ISBN 9782754800310)[3].
- Souris souris, Milan, coll. « Petit Bonum », 2008  (ISBN 9782745934161).
- Trilogie urbaine, t. 3 : Spéciale dédicace à mamie (dessin), avec Sylvain Ricard (scénario), 6 Pieds sous terre, coll. « Lépidoptère », 2011  (ISBN 9782352120759).
- Amelia : Première dame du ciel, Steinkis, 2016  (ISBN 979-1-09-009093-4) [6],[7]